# Phuduhudu (Ngamiland)
Phuduhudu é uma vila localizada no Distrito do Noroeste em Botswana, mais especificamente no subdistrito Ngamiland East. Possuía, em 2011, uma população estimada de 564 habitantes.